# Вадський район
Вадський район (рос. Вадский район) — адміністративно-територіальна одиниця (район) та муніципальне утворення (муніципальний район) у південній частині Нижньогородської області Росії.
Адміністративний центр — село Вад.

## Історія
Район було утворено 1929 року.

## Населення
| 1939    | 1959    | 1970    | 1979    | 1989    | 2002    | 2008    |
| ------- | ------- | ------- | ------- | ------- | ------- | ------- |
| 32 999  | ↘21 788 | ↘16 532 | ↘15 263 | ↗15 365 | ↗16 442 | ↘15 359 |
| 2009    | 2010    | 2011    | 2012    | 2013    | 2014    | 2015    |
| ↘15 164 | ↗15 626 | ↘15 579 | ↘15 300 | ↘15 016 | ↘14 882 | ↘14 681 |
| 2016    | 2017    |         |         |         |         |         |
| ↘14 609 | ↘14 452 |         |         |         |         |         |